# Karim Meddahi
Karim Meddahi (en arabe : كريم مداحي) est un footballeur algérien né le 16 mars 1983 à Oran. Il évolue au poste de défenseur central au FC Albères-Argelès, club de cinquième division française.

## Biographie
Il évolue en première division algérienne avec les clubs du MC Oran, du RC Kouba et du RC Relizane avant d'aller en France pour jouer dans des clubs de divisions inférieures.
Il dispute 147 matchs en inscrivant cinq buts en Ligue 1.